# Мбарара
Мбарара (англ. Mbarara) — місто в Уганді, розташоване в Західній області і є адміністративним центром однойменного округу.

## Географія
Висота центру міста становить 1436 метрів над рівнем моря.